# Puissance
Puissance är ett svenskt band inom genrerna martial music/neoklassiskt, industri och military pop som grundades 1993 av Henry Möller och Fredrik Söderlund. Bandet släppte sina första demokassetter 1995 och det första fullängdsalbumet, Let Us Lead året därpå, 1996. Till en början handlade texterna huvudsakligen om misantropi, kärnvapenkrig och hyllningar till atombomben och det karaktäristiska svampmolnet. När Total Cleansing släpptes (2001) så kunde man höra en musikalisk skillnad, på vissa låtar hade bandet börjat använda sig av ett popigare sound. I och med albumet State Collapse, 2003, började temat snarare bli terrorism och civilisationskritik, i synnerhet med den USA-kritiska låten Resorting to War. Det senaste albumet, Grace of God som släpptes våren 2007 handlar i huvudsak om kriget mot terrorismen och konspirationer.
De har även spelat in en split-skiva med svenska black metal-bandet Sorhin.
Henry Möller är även aktiv i sidprojektet Arditi (också ett martial music/neoklassiskt band men med mer militäriska teman). Arditi spelade även in en låt tillsammans med Marduk på Marduks senaste skiva.
Ordet "Puissance" är franskt och betyder "makt".

## Diskografi
- Krig - demo, 1995
- Obey, Hate, Die - demo, 1995
- The Hearts of Shadow Gods - splitskiva, 1996
- Let Us Lead - album, 1996
- Totalitarian Hearts - EP, 1997
- Back in Control - album, 1998
- Mother of Disease - album, 1998
- War On - samlingsalbum, 1999
- Hail The Mushroom Cloud - EP, 1999
- A Call To Arms - singel, 2000
- Genocidal - singel, 2000
- Total Cleansing - album, 2001
- Sorhin/Puissance - splitalbum med Sorhin, 2002
- State Collapse - album, 2004
- Grace of God - album, 2007